# Gobiernos militares en Bolivia (1964-1982)

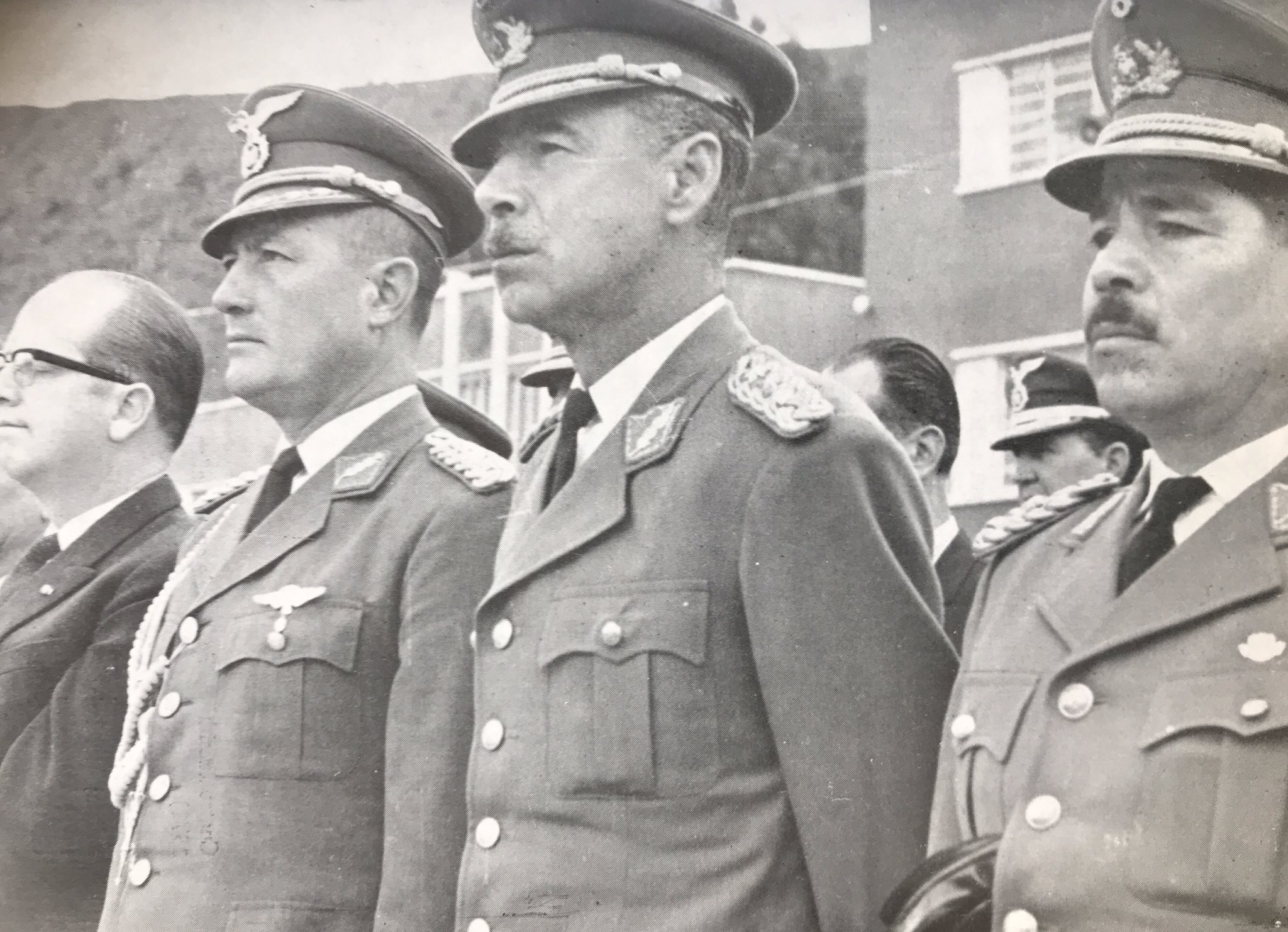
Cuatro presidentes bolivianos que gobernaron de 1969 a 1971 (Desde la izquierda): Luis Adolfo Siles Salinas, René Barrientos Ortuño, Alfredo Ovando Candía y Juan José Torres.

Las dictaduras militares llevaron a cabo una política de reformas económicas conservadoras, como la reapertura de la industria de las minas de estaño a las inversiones privadas extranjeras. En julio de 1966 René Barrientos fue elegido presidente ya como civil. Sin embargo, se vio obligado a depender de los militares para poder enfrentarse a los movimientos guerrilleros que habían empezado a actuar en las regiones montañosas. En octubre de 1965 el Ejército boliviano anunció haber derrotado a los rebeldes en un lugar próximo a Vallegrande. Había sido capturado en el campo de batalla Ernesto Che Guevara, siendo poco después ejecutado. Barrientos murió en un extraño accidente de helicóptero en abril de 1969. Se sucedieron en el poder una serie de gobiernos de corta duración, la mayoría militares, y en agosto de 1971 el general Banzer llegó al poder.
El régimen de Banzer viró rápidamente desde una posición relativamente moderada a una de mayor represión: suprimió el movimiento obrero, suspendió todos los derechos civiles y envió tropas a los centros mineros. En 1978 Banzer dimitió y una junta militar se hizo con el poder. A comienzos de la década de 1989 el fuerte crecimiento económico de la década anterior —que había sido sostenido por los altos precios del estaño en el mercado mundial— dio paso a la crisis. La caída del precio del mineral y la mala administración de los regímenes militares habían dejado a Bolivia con una inmensa deuda, una situación hiperinflacionaria y un descenso de los ingresos por exportaciones.
La exportación ilegal de cocaína fue el principal recurso que le procuró divisas, por lo que Estados Unidos presionó al Gobierno de Bolivia para que tomara medidas efectivas contra el tráfico de esta droga. Enfrentada a problemas raciales y culturales, Bolivia ha conocido revoluciones y golpes militares. A principios de la década de los 80 fue derrocada la última junta militar que gobernaba el país, dando paso a la restauración de la democracia.

## Gobierno del Gral. Barrientos y la Guerrilla de Ñancahuazú
El 5 de noviembre de 1964 asumió el poder el General René Barrientos como presidente de la Junta Militar constituida luego del golpe de Estado y como copresidente junto al General Alfredo Ovando en 1965. En 1966 el régimen militar organizó unas cuestionadas elecciones en las que resultó elegido el propio General Barrientos. Llevó adelante un gobierno de desarrollismo económico, se acercó a los campesinos y se enfrentó a los obreros y mineros. Promulgó una nueva Constitución, según algunos, unas de las más trascendentes de la historia boliviana.
A fines de 1966 se instaló un foco de guerrilleros internacionalistas en Ñancahuazú, en el límite de la zona montañosa con los llanos secos del chaco boliviano, comandado por el argentino-cubano Che Guevara con el fin de derrocar al gobierno boliviano. La acción desencadenó una gran operación militar represiva, ampliamente propagandizada, del ejército boliviano con activo apoyo de los Estados Unidos mediante la CIA y coordinación de inteligencia con los demás países sudamericanos, en los que se utilizaron por primera vez en América las tácticas de guerra sucia desarrolladas en la Escuela de las Américas de Panamá.
Durante 1967, la guerrilla y el ejército sostuvieron varios combates que terminaron con el aniquilamiento del grupo comandado por el Che Guevara, incluyendo torturas, desapariciones y entierro clandestino de los cuerpos. El propio Che Guevara fue capturado vivo el 8 de octubre y fusilado sin juicio al día siguiente en la escuelita de La Higuera, por orden del General Barrientos y con participación de la CIA.
Durante su gobierno Barrientos nombró también al criminal de guerra nazi Klaus Barbie, que se hacía llamar en Bolivia Klaus Altmann, como presidente de la empresa estatal Transmaritima y asesor de los servicio de inteligencia de Bolivia, sin oposición alguna por parte de los Estados Unidos. Las actividades de Barbie se extenderían por casi dos décadas y estuvieron relacionadas con el tráfico de armas y de cocaína.
Según Amnistía Internacional entre 1966 y 1968 se ejecutaron en Bolivia entre 3.000 y 8.000 asesinatos por parte de escuadrones de la muerte. Incluida la llamada Masacre de San Juan en la que miembros del Ejército de Bolivia atacaron a la población indefensa de los centros mineros de Catavi, siglo XX. 
El 27 de abril de 1969 el General Barrientos murió en un extraño accidente de helicóptero y fue sucedido por su Vicepresidente, Luis Adolfo Siles Salinas quien fue derrocado cinco meses después por un nuevo golpe de Estado militar dirigido por el General Alfredo Ovando Candía quien gobernó durante un año.

## Gobierno de Alfredo Ovando Candía

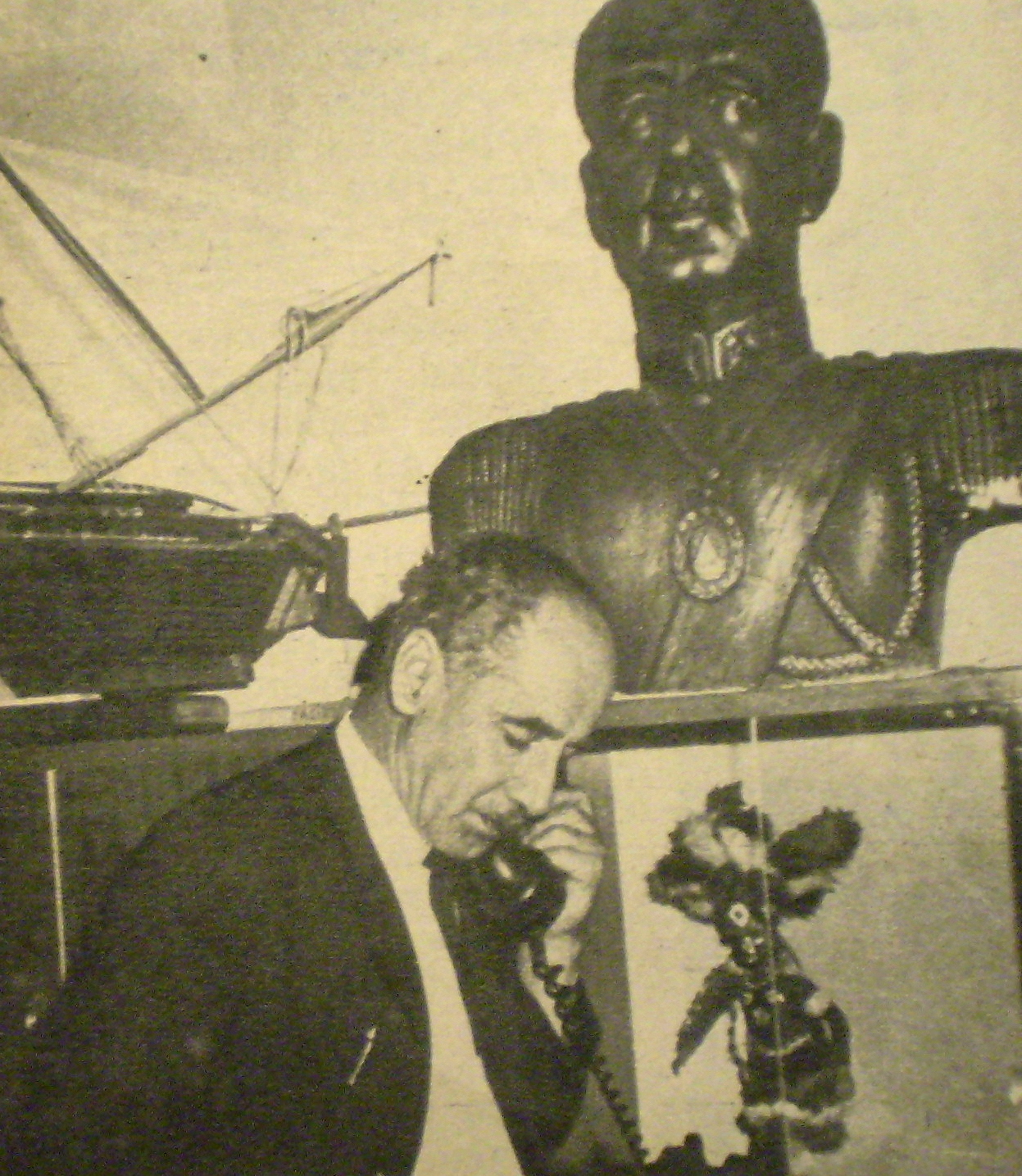
Alfredo Ovando Candía.

Durante su gobierno el general Alfredo Ovando Candía adoptó medidas importantes, y sorprendentes para los observadores, aboliendo la severa ley de Seguridad del Estado, garantizando diversas libertades para la ciudadanía y la prensa, autorizando a los dirigentes sindicales para reorganizar la Central Obrera Boliviana (COB), nacionalizando todas las concesiones otorgadas a Bolivia Gulf Oil Company en octubre de 1969.
Anuló el código del petróleo en 1955 y estableció relaciones económicas con la Unión Soviética. Retiró las tropas en los centros  mineros y propició la apertura política al legalizar a la COB y la FSTMB ¨federación sindical de trabajadores mineros de Bolivia¨. La inestabilidad política condujo a un nuevo golpe de Estado dirigido por el general socialista Juan José Torres en octubre de 1970.

## Gobierno de Juan José Torres

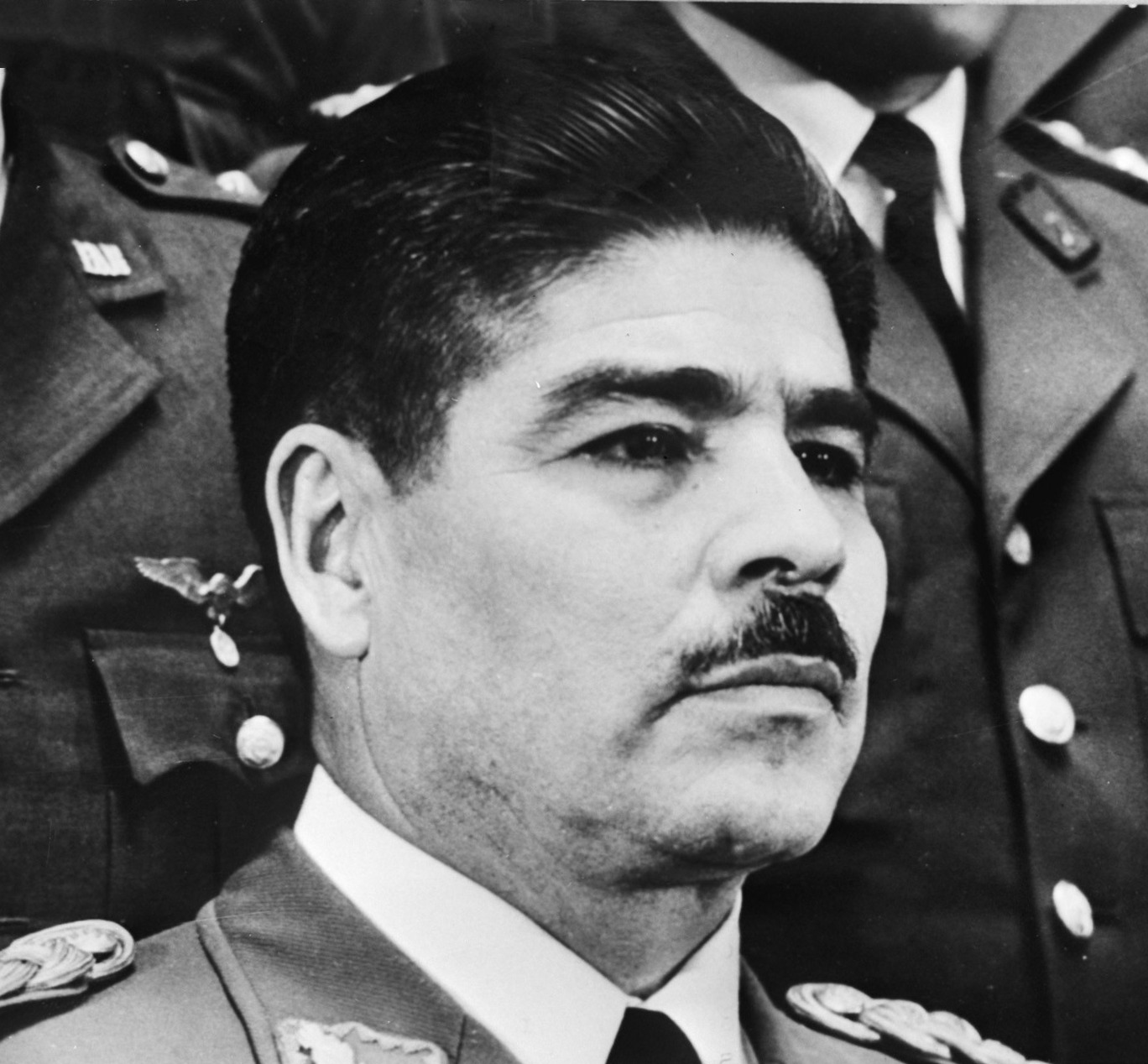
Presidente militar de Izquierda Juan José Torres.

La dictadura del general Juan José Torres se caracterizó por adoptar una posición explícitamente antiimperialista y llevar adelante medidas que significaban profundos cambios económicos y sociales, como la nacionalización de la Mina Matilde, la reposición salarial a los mineros, la nacionalización de Colas y Desmontes, la expulsión del Cuerpo de Paz Norteamericano, el incremento del presupuesto asignado a la Universidades Bolivianas, la creación de la Corporaciones de Desarrollo (incubadoras de las empresas estatales), la creación del Banco del Estado (Banco de Desarrollo), etc.
Durante el gobierno de Torres la iniciativa política correspondió a la llamada Asamblea Popular de 1971, organizada por la Central Obrera Boliviana (COB), dirigida por su secretario general, Juan Lechín e integrada mayoritariamente por los sindicatos, los partidos políticos que tenían representación en la conducción de la COB, y algunas organizaciones campesinas. 
La Asamblea Popular se desempeñaba como un poder paralelo y tenía como objetivo realizar una revolución socialista en Bolivia. Le Monde diplomatique la definió en aquel momento como el «primer soviet de América Latina». El General Juan José Torres fue derrocado por el golpe de Estado en Bolivia de 1971 que lo mandó al exilio. 5 años más adelante sería secuestrado y asesinado en Buenos Aires en 1976 en el marco del denominado Plan Cóndor.

## Gobierno de Hugo Banzer

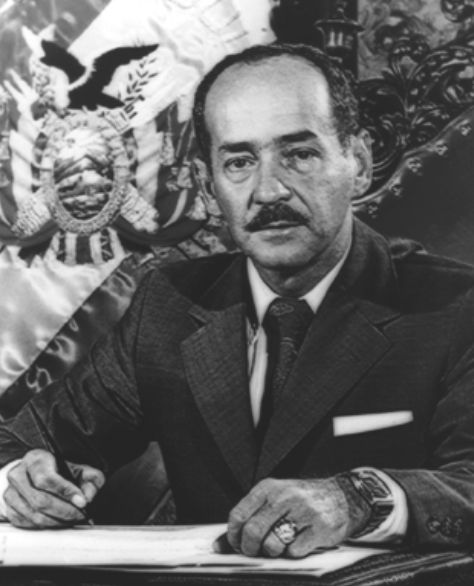
Hugo Banzer en 1971.

El nacimiento de la Asamblea Popular que quiso hacer cogobierno y de debilidad de su gobierno, posibilitaron un nuevo golpe militar que llevó a la presidencia a Hugo Banzer el 21 de agosto de 1971. El régimen de Hugo Banzer viró rápidamente desde una posición relativamente moderada a una mayor represión, ilegalizó a los partidos políticos, prohibió la acción sindical, suspendió todos los derechos civiles y envió tropas a los centros mineros. Luego de ello recibió apoyo directo de Chile de Augusto Pinochet y de Estados Unidos.
Fue presidente por siete años, incurrió al endeudamiento internacional y en alguna medida a los precios de las exportaciones bolivianas de estaño, el petróleo y préstamos de la Comunidad internacional, que crearon una de las deudas externas más grandes que tuvo Bolivia y que sus críticos atribuyen como causa del posterior retraso y subdesarrollo de Bolivia. Fue derrocado en 1978 y una junta militar liderada por Juan Pereda Asbún se hizo con el poder.

## Inestabilidad política
Entre la caída de la dictadura de Banzer y la asunción del gobierno democrático de Siles Suazo en 1982 Bolivia se debatió en una puja de sectores, incluso dentro de las Fuerzas Armadas, entre aquellos que intentaban volver a la democracia y aquellos que buscaban profundizar la dictadura, según el modelo del estado burocrático autoritario adoptado entonces por todos los países vecinos: Argentina (Proceso de Reorganización Nacional), Brasil (João Baptista Figueiredo) Chile (Augusto Pinochet), Paraguay (Alfredo Stroessner), Perú (Francisco Morales Bermúdez). En estos cuatro años gobernaron ocho presidentes (Juan Pereda Asbún, David Padilla, Walter Guevara Arze, Alberto Natusch Busch, Lidia Gueiler, Luis García Meza, Celso Torrelio y Guido Vildoso Calderón).
El momento coincidió con el fin de la era del estaño debido a una caída vertical del precio del mineral en el mercado internacional, una situación hiperinflacionaria derivada de la falta de divisas y el paso hacia una economía apoyada en la producción de coca y la exportación de cocaína.[cita requerida]
El 24 de noviembre de 1978, el General David Padilla, perteneciente al fuerte sector nacionalista-popular del ejército boliviano, derrocó al General Juan Pereda Asbún con el fin de establecer un gobierno democrático y procedió a convocar a elecciones en julio de 1979. Allí triunfó el socialista Hernán Siles Zuazo del MNR-I, sin embargo, al no alcanzar Siles el 50% de los votos, la Constitución establecía que el Congreso era el que debía definir la elección del presidente. Sin embargo las presiones fueron inmensas y resultó imposible obtener una mayoría suficiente en el Congreso. Cómo solución temporal el Congreso designó al Presidente del Senado, Walter Guevara Arze, para hacerse cargo interinamente de la Presidencia de la República por un año, hasta las elecciones de 1980.
El 1 de noviembre de 1979 el General Alberto Natusch Busch derrocó al gobierno democrático mediante un sangriento golpe de Estado. Como reacción se produjo un levantamiento popular encabezado por la Central Obrera Boliviana (COB) que generó a su vez una violenta represión generalizada, incluyendo la Masacre de Todos Santos, donde murieron más de 100 personas y se produjeron 30 desaparecidos. Dieciséis días después, la resistencia popular obligó a Natusch Busch a devolver el poder al Congreso que eligió a la presidenta de la Cámara de Diputados, Lidia Gueiler, como Presidente interina de la República, hasta las elecciones del 29 de junio del año siguiente. Lidia Gueiler fue la primera presidenta de Bolivia, y una de las once que han gobernado en América hasta 2020.
Una semana antes de las elecciones se realizó el atentado terrorista de derecha que hizo estallar en el aire el avión en el que iba Siles Suazo, quien salvó milagrosamente su vida. Contra lo esperado por los sectores golpistas, el ataque incrementó la popularidad de Siles que en las elecciones obtuvo el doble de los votos obtenidos el año anterior.
El 17 de julio de 1980 un grupo de militares estrechamente ligados al narcotráfico, liderados por Luis García Meza y su lugarteniente Luis Arce Gómez con apoyo activo de la dictadura militar argentina y la acción de un comando terrorista denominado los Novios de la Muerte y organizados por el criminal nazi Klaus Barbie y el mafioso italiano Marco Marino Diodato, encubiertos por la CIA, produjeron un nuevo sangriento golpe de Estado, derrocando al gobierno democrático de Lidia Gueiler e impidiendo la asunción de Hernán Siles Suazo.
Habiendo aprendido la lección del fallido golpe del año anterior encabezado por Alberto Natusch Busch debido a la resistencia popular organizada por la COB, el objetivo principal del grupo terrorista los Novios de la Muerte fue atacar la central sindical donde se reunía el Comité Nacional de Defensa de la Democracia (CONADE). En el ataque asesinaron al dirigente socialista Marcelo Quiroga Santa Cruz, al diputado Carlos Flores Bedregal y al dirigente minero Gualberto Vega Yapura.
La dictadura de García Meza es uno de los períodos más condenables de la historia boliviana, disvalor compartido con las restantes dictaduras del Cono Sur. Como en estas, resultaron asesinados o desaparecidos unos 500 opositores. Las exportaciones de cocaína sumaron 850 millones de dólares, el doble de las exportaciones legales. Entre los múltiples actos de corrupción cometidos se cuenta la venta clandestina del Diario de Bolivia de Ernesto Che Guevara. 
La represión y la corrupción no pudieron evitar las luchas internas entre diferentes facciones militares. Estas luchas llevaron a que el 4 de agosto de 1981 García Meza renunciara para acceder al poder el General Celso Torrelio Villa, que no demostró intención alguna en volver a un sistema democrático. En julio de 1982 el sector militar que respondía a García Meza volvió a intentar un golpe de Estado fallido, que provocó la caída de Torrelio Vila y su reemplazo por el General Guido Vildoso Calderón, con el mandato de comenzar a organizar la transición hacia un régimen democrático. Los tiempos se aceleraron cuando el 17 de septiembre de 1982, una huelga general convocada por la COB puso al país al borde de la guerra civil. La dictadura militar colapsó y el poder le fue entregado a un Congreso Nacional conformado según la composición de 1980, que decidió considerar válidas las elecciones de 1980 y designar en consecuencia a Hernán Siles Suazo como presidente.
García Meza y sus colaboradores fueron juzgados en la Corte Suprema por los delitos cometidos durante su dictadura y finalmente sentenciados el 21 de abril de 1993. Luis García Meza estuvo presente en los momentos iniciales de su juicio pero huyó en 1989. Permaneció fugitivo hasta su captura en Brasil en 1994. Cumplió parte de su condena en el penal de máxima seguridad de Chonchocoro hasta su muerte el 29 de abril de 2018 como consecuencia de un infarto de miocardio.